# Drvenjača
Drvenjača je sirovina za proizvodnju običnijih vrsta papira. Dobiva se strojnim struganjem mekoga crnogoričnog drva (smreke, jele) na kamenim brusovima. Drvenjača se kemijski ne razlikuje od drva. Za dobivanje drvenjače može se koristiti i bor te listače (topola, breza).
Postoji nekoliko vrsta drvenjača, i to:
- bijela drvenjača (dobiva se brušenjem drveta kojem je uklonjena kora),
- kemijska drvenjača (dobiva se brušenjem drveta kojem je uklonjena kora, a prethodno potopljenog u kemikalijama),
- kemitermomehanička drvenjača (dobiva se kemitermomehaničkim postupkom), te
- smeđa drvenjača (dobiva se mehaničkom razgradnjom oblica kuhanih na vodenoj pari).

Drvenjača ima manju čvrstoću od celuloze, no to ne znači da se papiri za tisak gdje je potrebna velika čvrstoća vlakna i pritisak ne mogu raditi iz te sirovine. Danas se gotovo svi novinski i srednje fini papiri rade iz mješavine vlaknastog materijala drvenjače i starog papira.

## Objašnjenje
Tvorevina dobivena mehaničkom preradom drveta, to je brušenjem oblica oslobođenih kore, naziva se drvenjačom. Razlikuju se dvije glavne vrste drvenjača: bijela i smeđa. Bijela se drvenjača proizvodi uglavnom od smreke, jele, topole i breze obradom uz dodatak vode. Smeđa drvenjača proizvodi se od četinara brušenjem uz obradu vodenom parom. Bijeljenjem smeđe drvenjače može se dobiti bijela drvenjača. Trajna bjelina postiže se bijeljenjem pomoću natrijevog peroksida.
Papir s primjesom drvenjače mnogo je jeftiniji od bezdrvnog papira, ali je kvalitetno mnogo slabiji. Vlakna drvenjače su kratka, a zbog prisutnosti lignina, papir s vremenom požuti i postaje krt djelovanjem svjetlosti i vlage. Drvenjača kao sirovina upotrebljava se u velikim količinama za proizvodnju roto papira, srednjefinog pisaćeg i tiskovnog papira, za neke vrste kartona i ljepenke, i tako dalje. Pri tom je drvenjači skoro uvijek potrebno dodati određenu količinu drvne celuloze (od 15 do 20%) za bolje povezivanje vlakana.

## Procesi proizvodnje drvenjače

### Skladištenje drveta
Prvi korak u proizvodnji drvenjače je rezanje drvenih trupaca na određenu duljinu cjepanice i skladištenje drvene mase. Ovaj korak u tehnološkom procesu je vrlo važan. Drvo prvo mora odležati najmanje 6 mjeseci poslije sječe, a prije prerade. Razlozi dužeg skladištenja su potreba da se kod četinjača izluči nepoželjna smola, te da se drvena masa do upotrebe sačuva od gljivica i plijesni.
Skladištenje drvne mase provodi se prema dostupnim mogućnostima na 3 moguća načina: 
- složene hrpe i provjetravanje ;
- nabacano drvo u hrpe;
- mokro skladištenje, potapanjem u vodu ili plivanjem na vodi.

### Odkoravanje
Drvo na daljnu obradu odnosno brušenje, može ići tek kad mu je uklonjena sva kora. Važno je, da se drvo što bolje očisti, jer ostaci kore na drvetu uzrokuju slabiju kvalitetu i bjelinu drvenjače. Iskorištenje drvne mase je oko 95%. U ovom koraku cilj je odkoriti drvo sa što manje gubitaka drvne mase.
Prema godišnjem dobu u kojem je drvo posječeno, odkoravanje je lakše ili teže provedivo. Lakše se odkoravaju drva koja su posječena u proljeće, a teže ona koja su posječena u ostala godišnja doba. Proces odkoravanja provodi se na 3 načina: 
- odkoravanje trenjem (suho odkoravanje);
- odkoravanje vodenim mlazom;
- kombinirano odkoravanje.

### Brušenje drveta
Brušenje drveta izvodi se na strojevima za brušenje čiji su glavni dijelovi teška preša i brusni kamen. Drvo se brusi poprečnim načinom gdje je smjer djelovanja sile brusnog kamena okomit na os drveta. Kvaliteta brušenja drvenjače uvjetovana je izborom i kvalitetom brusnog kamena. U upotrebi je više vrsta brusnih kamena.
Prema porijeklu brusne kamene dijelimo : 
- prirodni pješčani kamen (nije više u upotrebi);
- umjetni brusni kameni, izrađeni od sitnog kvarca ili korunda;
- keramički vezani brusni kamen.

Umjetni brusni kamen se izrađuje na način da se prvo izradi armirana valjkasta noseća betonska jezgra, a zatim se na površinu tog valjka specijalnim cementom povežu zrnca kvarca ili korunda. Ovaj brusni kamen osjetljiv je na nagle promjene temperature, i to je razlog da se zbog zagrijavanja prilikom trenja u procesu brušenja, puno opterećenje postiže tek nakon 24 sata. Hladna voda koja je u procesu brušenja može djelomično ohladiti brusni kamen što zbog naprezanja može dovesti do pucanja.
Keramički brusni kamen sastavljen je od jezgre na koju se pomoću vijaka učvršćuju keramičke pločice i kasnije se zapeku. Ovaj brusni kamen je dobro otporan na promjenu temperature, te ima veliku trajnost zbog otpornosti na trenje.

### Odvajanje ili sortiranje
Poslije procesa brušenja drvenjača se odvodi na odvajanje ili sortiranje. Zadatak je odvajanje treskica i krupnijih komadića drveta iz mase. Proces odvajanja odvija se u 2 koraka: 
- grubo odvajanje, gdje se odvajaju krupniji komadići, i vraćaju se ponovno u proces na doradu;
- fino odvajanje i uklanjanje grubih komadića.

Zatim slijedi ugušćivanje mase na cilindričnom valjku. Odvajanjem vode iz mase dosegne se koncentracija od 4 do 5%. Takva se drvenjača potom vodi na bijeljenje ili na daljnje stiskanje u prešama do 40% suhoće.

### Bijeljenje drvenjače
Po potrebi, drvenjača se podvrgava bijeljenju, zavisno o vrsti papira za koju se priprema. Sredstva za izbjeljivanje su: 
- natrijev hidrosulfit: kojim se bjelina drvenjače povisi za približno 10˚;
- vodikov peroksid kojim je moguće dići bjelinu drvenjače za 22˚.

Proizvedena drvenjača prevozi se do strojeva za izradu papira, i to na dva načina, koji zavise o udaljenosti tvornice papira od pogona za proizvodnju drvenjače. Ako je tvornica papira neposredno uz tvornicu drvenjače, drvenjača se prevozi pumpama do koritastog mlina (holendera) za miješanje s ostalim dodacima potrebnim za izradu papira, a na veće udaljenosti, drvenjača se prvo dehidrira, pakira u bale i odvozi prijevoznim sredstvima do tvornice papira.
Drvenjača se kao vlaknasta sirovina koristi za izradu različitih vrsta papira. Za novinski papir mora se koristiti drvenjača s većim sadržajem dugih vlakanaca, jer su ona odgovorna za mehanička svojstva papira. Za srednjefine tiskovne papire, te za dodatak bezdrvnim papirima se koristi drvenjača s većim postotkom finoga materijala. Drvenjača za izradu kartona mora biti grublja, da bi karton dobio željeni obujam ili volumen.

## Vanjske poveznice
- Kartoni: od proizvodnje do konačne primjene (Stručni rad grupe autora, Tehnički glasnik, vol. 6, no. 2, prosinac 2012.)